# 五轮塔

五轮塔示意图，塔中悉昙梵文为宝箧印陀罗尼。

五轮塔（英語：Gorintō，译自日语），又称为法界五轮塔、五輪卒塔婆，佛教浮屠塔的一种造型，是由五个轮堆叠而成塔，稱爲五輪，分别代表了宇宙的五大要素：空界與地、水、火、風四大。

## 概论
五轮塔属於浮屠塔的一种，五个部分自上往下依次代表了空、风、火、水、地。
| 種子字 | 種子字 | 種子字 | 形狀             | 顏色      | 五大 | 身體位置 |
| 悉曇體 | 天城體 | 發音   | 形狀             | 顏色      | 五大 | 身體位置 |
| ------ | ------ | ------ | ---------------- | --------- | ---- | -------- |
| 𑖏      |        | Kha    | 寶珠形/任何      | 藍色/任何 | 空輪 | 頭       |
| 𑖮      |        | Ha     | 仰月形（半月形） | 黑色/綠色 | 風輪 | 眉       |
| 𑖨      |        | Ra     | 三角形           | 紅色      | 火輪 | 心       |
| 𑖪      |        | Va     | 滿月形（圓球形） | 白色      | 水輪 | 臍       |
| 𑖀      |        | A      | 方形             | 黃色      | 地輪 | 腰以下   |

五轮塔往往是佛家高僧的舍利塔。同时也有很多人把它用以供奉《寶篋印陀羅尼》或《宝箧印陀罗尼经》，即作为宝箧印塔。在日本佛教中，宝箧印五轮塔一般放在墳墓边以超度祖先。

## 图例

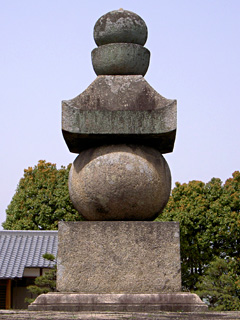
五輪塔（淨法界三摩地）
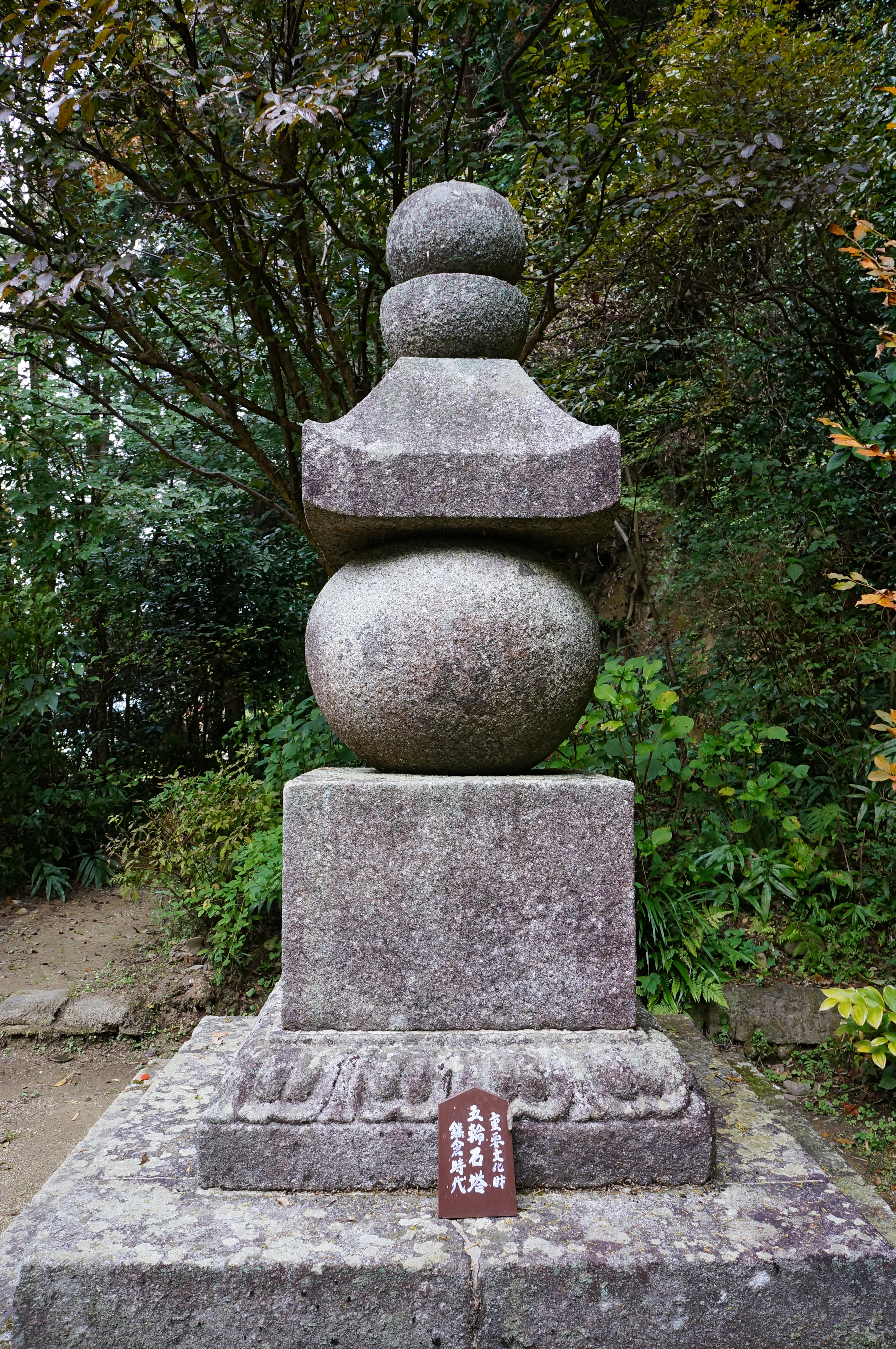
日本岩船寺五轮塔

## 參閱
- 板塔婆
- 佛頂尊勝陀羅尼
- 佛教美术
- 佛教建筑
- 宝箧印塔
- 覆钵式塔